# C'mon Take On Me
C'mon Take On Me är det nionde studioalbumet utgivet av det svenska hård rock/sleazerockbandet Hardcore Superstar. Albumet var utannonserat den 30 oktober 2012

## Låtlista
| Nr  | Titel                                     | Längd |
| --- | ----------------------------------------- | ----- |
| 1.  | Cutting The Slack                         | 2:11  |
| 2.  | C'mon Take On Me                          | 2:52  |
| 3.  | One More Minute                           | 4:09  |
| 4.  | Above The Law                             | 4:24  |
| 5.  | Are You Gonna Cry Now                     | 4:16  |
| 6.  | Stranger Of Mine                          | 4:55  |
| 7.  | Won't Take The Blame pt. 1                | 3:47  |
| 8.  | Won't Take The Blame pt. 2 (Sect Meeting) | 1:45  |
| 9.  | Dead Man's Shoes                          | 3:49  |
| 10. | Because Of You                            | 3:32  |
| 11. | Too Much Business                         | 4:37  |
| 12. | Long Time No See                          | 5:53  |

## Medverkande
- Jocke Berg - sång
- Vic Zino - gitarr
- Martin Sandvik - bas, sång
- Magnus "Adde" Andreason - trummor